# Mé el Aïn

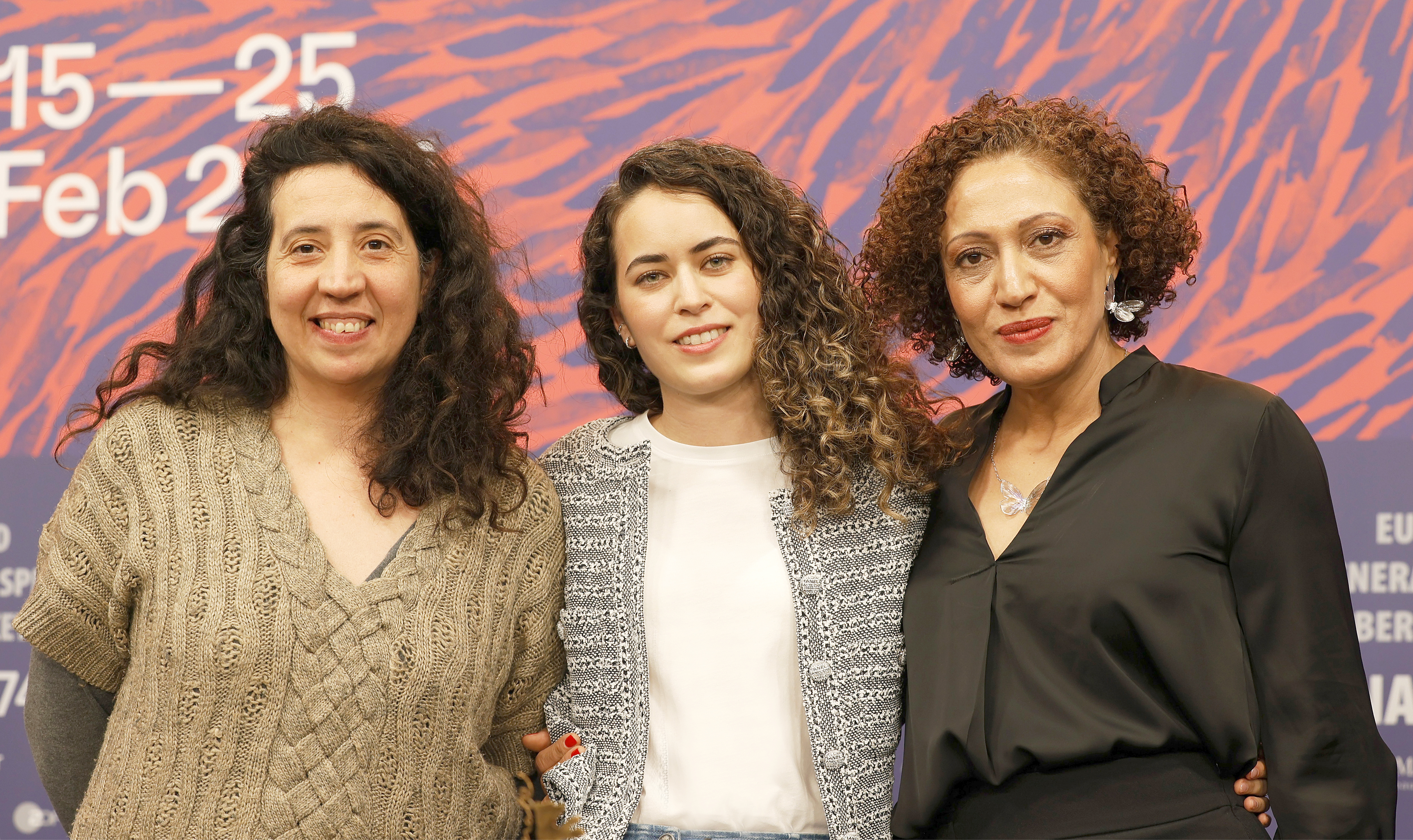
V. l. n. r.: Produzentin Sarra Ben Hassen, Regisseurin und Drehbuchautorin Meryam Joobeur und Hauptdarstellerin Salha Nasraoui bei der Berlinale 2024

Mé el Aïn (internationaler Festivaltitel:  Who Do I Belong To) ist ein Spielfilm von Meryam Joobeur aus dem Jahr 2024. Das Familiendrama, eine internationale Koproduktion zwischen Tunesien, Frankreich und Kanada, ist eine Weiterentwicklung ihres Kurzfilms Brotherhood (2018). Das Werk, gleichzeitig Joobeurs Spielfilmdebüt, wurde im Februar 2024 im Rahmen der 74. Berlinale uraufgeführt.

## Handlung
Aïcha lebte gemeinsam mit ihrem Ehemann Brahim und drei Söhnen auf einem ländlichen Bauernhof in Tunesien. Sie hat prophetische Träume, die besondere Ereignisse in ihrem Leben ankündigen. Tatsächlich liefen ihre ältesten Söhne Medhi und Amine von zu Hause fort, um sich im syrischen Bürgerkrieg der Terrororganisation Islamischer Staat anzuschließen. Dadurch veränderte sich Aïchas und Brahims Leben völlig. Das Paar hatte ausschließlich für die Kinder gelebt und fühlt sich nun haltlos und verunsichert. Ihnen fällt es schwer, einen Sinn in der schmerzhaften neuen Realität zu sehen.
Einige Monate später kehrt Mehdi nach Hause zurück, während Amine ums Leben gekommen ist. Begleitet wird Mehdi von einer schwangeren Frau namens Reem, die einen Niqab trägt. Brahim ist über das Schweigen seines Sohnes und das Gewand von Reem beunruhigt. Aïcha ist anderer Meinung. Sie heißt Mehdi und Reem in ihrem Haus willkommen. Sie schwört ihren Sohn und die schwangere Frau um jeden Preis zu beschützen. Mehdis Rückkehr sind der Auslöser seltsamer Ereignisse im Dorf. Aïcha ist so konzentriert auf ihren zurückgekehrten Sohn, dass sie der wachsenden Angst in ihrem Umfeld kaum Beachtung schenkt. Ihre mütterliche Liebe versucht sie der zunehmenden Dunkelheit entgegenzusetzen.

## Hintergrund
Mé el Aïn ist das Spielfilmdebüt der preisgekrönten tunesisch-kanadischen Kurzfilmregisseurin Meryam Joobeur. Es ging aus dem Oscar-nominierten Kurzfilm Brotherhood (2018) hervor. Joobeur war überwiegend in den USA aufgewachsen und hatte im Februar 2017 gemeinsam  mit ihrem Kameramann Vincent Gonneville Tunesien besucht, um ihre Heimat kennenzulernen. Durch Zufall trafen sie auf die Brüder Malek und Chaker Mechergui, die die Schafe ihres Vaters auf die Weide führten. Joobeur war fasziniert vom Aussehen der beiden Brüder, die rote Haare und sommersprossige Gesichter aufwiesen. Beide lehnten es jedoch ab, von ihnen fotografiert zu werden.
Auf ihrer Reise lernten Joobeur und Gonneville auch, dass während der Revolution in Tunesien 2010/11 zahlreiche Männer nach Syrien gegangen waren, um sich der Terrororganisation Islamischer Staat anzuschließen. Joobeur überrascht diese Tatsache und sie begann, über die Familien der jungen Männer nachzudenken und ein Drehbuch zu verfassen, dass in Brotherhood mündete. Dabei konnte die Regisseurin Malek und Chaker Mechergui wiederfinden und für den Kurzfilm verpflichten. Während der Dreharbeiten zu Brotherhood begann Joobeur sich für die weiblichen Charaktere der Familie zu interessieren. Daraufhin verfasste sie das Drehbuch zu Mé el Aïn, um in die weibliche Perspektive einzutauchen. Interessiert hätte sie das Thema Mutterschaft sowie die Viktimisierung von Frauen.

## Veröffentlichung und Rezeption
Die Weltpremiere des Films fand am 22. Februar 2024 im Rahmen der Internationalen Filmfestspiele Berlin statt. Dort wurde der Beitrag in den Hauptwettbewerb aufgenommen.
Die deutschsprachigen Medien lobten überwiegend Joobeurs Regiearbeit und räumten ihr Preischancen ein:
Andreas Kilb (Frankfurter Allgemeine Zeitung) urteilte, dass Mé el Aïn „vielleicht der einzige“ Berlinale-Wettbewerbsbeitrag, „den man im strengen Sinn als politisches Kino bezeichnen“ könne. Bis zu den Schlussszenen werde „der Film zu einer Geisterstunde mit Gewissensprüfung“. Joobeurs Regiearbeit sei bis dahin „aber [...] so real und bedrängend, wie man es sich nur wünschen“ könne. „Wenn man es richtig anschaut, dann hängt auch ein tunesisches Dorf mit der ganzen Welt zusammen, mit Europa, mit Asien, mit Afrika und sogar mit Berlin. Und hier, auf dem Festival, verdient dieser Blick einen Preis“, so Kilb.
Auch Hannah Pilarczyk vom Onlinemagazin Spiegel Plus sah in dem „politisch wie emotional höchst“ aufgeladenen Familiendrama einen „Preisanwärter“. Die Figur der Reem werde „für Aïcha und den Rest der Familie zur Projektionsfläche“.
Anna Ruhland (Der Tagesspiegel) hob in ihrer Rezension die wiederholt überraschenden Wendungen, die berührende Thematik, die interessante Kameraführung und die großartige Leistung des Schauspielensembles hervor. „Während man die Hauptfigur an die Grenzen ihrer mütterlichen Liebe“ begleite, verwebe „sich die teils gegensätzlichen und metaphorischen Erzählstränge zu einem Ende, das Ratlosigkeit“ erzeuge „und mehr Fragen“ aufwerfe, „als Antworten“ gebe. Mé el Aïn sei „definitiv kein Werk, das nach dem Kinobesuch sofort“ verblasse, „sondern eines, dessen Figuren und Bilder man mit nach Hause“ nehme.
Nach Peter Zander (Berliner Morgenpost) hätte der Film „noch mal einen starken Akzent [...] im Wettbewerb“ gesetzt. Es handle sich um „eine traurig aktuelle Variante des biblischen Gleichnisses vom verlorenen Sohn, die das Thema Terror und Fanatismus mal aus ungewohnter Perspektive“ zeige. Das Drama konzentriere „sich ganz auf die Folgen der Familie“. Ihr stummes Zerbrechen werde noch durch die Kameraarbeit von Vincent Gonneville unterstrichen. Dies gehe „wiederholt bewusst auf Unschärfe“ und schaffe „dadurch ein Gefühl permanenter Ohnmacht“. Kontrastiert werde dies „mit symbolischen Fantasiebildern.“
Kritischer rezensierte Daniel Kothenschulte (Frankfurter Rundschau) den Film. Die Geschichte wirke „lange wie die oberflächliche Inbesitznahme eines Nachrichtenthemas“. Auch die im letzten Drittel des Werks sich eröffnende „metaphysische Ebene“, mache „ihre Beschäftigung mit dem Thema Islamismus nicht differenzierter“.

## Auszeichnungen
Mé el Aïn erhielt eine Einladung in den Wettbewerb um den Goldenen Bären, den Hauptpreis der Berlinale. Außerdem wurde der Film auf diesem Filmfestival für den GWFF Preis Bester Erstlingsfilm nominiert.